# Django (série télévisée)
Pour les articles homonymes, voir Django.
Production
Diffusion
Django est une série télévisée franco-italo-britannique en dix épisodes d'environ 47 minutes créée par Leonardo Fasoli et Maddalena Ravagli d'après le film du même nom de Sergio Corbucci sorti en 1966, et diffusée entre le 13 février et le 13 mars 2023 sur Canal+, et du 17 février au 17 mars 2023 sur Sky Italia, et au Royaume-Uni sur la chaine payante Sky Atlantlic de Sky.
Matthias Schoenaerts y reprend le rôle de Django, initialement interprété par Franco Nero.
Le premier épisode est diffusé gratuitement sur MyCanal.

## Synopsis
Dans l'Ouest américain des années 1860-1870, un homme nommé Django se rend à New Babylon, une ville fondée par l'ancien esclave John Ellis où les parias sont les bienvenus, quelles que soient leurs origines ou leurs croyances. Huit ans plus tôt, la famille de Django a été assassinée. Mais cet homme mystérieux pense que sa fille, Sarah, a survécu et la cherche en vain depuis. Il la retrouve finalement à New Babylon, où elle est sur le point d'épouser Ellis. Cependant, Sarah ne veut pas que Django reste en ville, craignant des ennuis. Django est déterminé à ne plus quitter sa fille et à renouer avec elle. Il va notamment pouvoir compter sur l'aide d'Elizabeth, qui déteste Ellis.

## Distribution

### Principaux
- Matthias Schoenaerts (VF : Laurent Maurel) : Django
- Nicholas Pinnock (VF : Daniel Njo Lobé) : John Ellis
- Lisa Vicari (VF : Nastassja Girard) : Sarah
- Noomi Rapace (VF : Julie Dumas) : Elizabeth

### Secondaires
- Jyuddah Jaymes : Seymour Ellis
- Eric Kole (VF : Baptiste Marc) : Phillip Ellis
- Benny O. Arthur : Kevin Ellis
- Maya Kelly : Sarah jeune
- Haris Salihovic : Blaine Forrest
- Franco Nero : Le vieil homme
- Slavko Sobin : Isaac Borowka
- Tom Austen : Elijah Turner

 Source et légende : version française (VF) sur RS Doublage

## Production

### Genèse et développement
En avril 2015, il est annoncé que Sky Italia/Sky Studios et Canal+ développent une série, coproduction franco-italienne produite par Cattleya et Atlantique Productions. Initialement, douze épisodes de 50 minutes sont annoncés, avec de potentielles saisons supplémentaires,. Maddalena Ravagli écrit un premier traitement avec Francesco Cenni et Michele Pellegrini, librement basé sur le film Django de Sergio Corbucci. Francesca Comencini réalise les premiers épisodes alors que seulement 10 épisodes sont finalement commandés,.

### Distribution des rôles
Matthias Schoenaerts est annoncé dans le rôle-titre en février 2021. En mai 2021, il est rejoint par Noomi Rapace, Nicholas Pinnock et Lisa Vicari.

### Tournage
Le tournage débute en mai 2021. Il se déroule en Roumanie, notamment à Bucarest, Racoș et dans la région du Danube pendant près de six mois,,,. Django est la plus importante série télévisée tournée dans le pays.

## Épisodes
Tournée en anglais, Canal+ a conservé les titres originaux.
1. New Babylon
2. The Lady
3. Nagadoches
4. Fountainhead
5. Chambersburg
6. The Trial
7. The Giant
8. Tobacco Tin
9. Masquerade
10. The Western Sea